# Stefan Baierlein
Stefan Baierlein ist ein ehemaliger deutscher Basketballspieler.

## Leben
Baierlein spielte auf der Innenposition für den USC Bayreuth in der Basketball-Bundesliga und trug im Spieljahr 1982/83 am Erreichen der besten 16 Mannschaften im europäischen Vereinswettbewerb Korac-Cup bei, was seinerzeit den bis dahin größten Europapokalerfolg einer deutschen Mannschaft bedeutete. Zur Saison 1983/84 wechselte er zum FC Bamberg in die 2. Basketball-Bundesliga und stieg mit der Mannschaft in die höchste deutsche Spielklasse auf. Hinter Kennith Sweet und Mike Boyle war er im Aufstiegsspieljahr mit 335 erzielten Punkten drittbester Korbschütze der Bamberger. In der Saison 1984/85 spielte er weiterhin für Bamberg, mittlerweile in der Bundesliga, und wurde zudem in die bundesdeutsche Nationalmannschaft berufen. Allerdings fiel Baierlein während des Spieljahres mehrere Monate aufgrund einer Knochenabsplitterung aus. Kurz vor dem Beginn der Saison 1985/86 musste der „Larry“ genannte Baierlein, der seinerzeit als eines der größten deutschen Talente auf seiner Spielposition galt, aus Verletzungsgründen seine Leistungsbasketballkarriere beenden.